# Trần Phước Thọ
Trần Phước Thọ (Long An, 5 de març de 1993-ibídem, 18 d'abril de 2016) va ser un futbolista vietnamita que jugava en la demarcació de defensa.

## Biografia
Després de formar-se en les files inferiors del club, finalment en la temporada 2014 de la V.League 1 va debutar com a futbolista en un partit contra el Vissai Ninh Binh FC el 16 de febrer de 2014 que va finalitzar amb empat a dos. Va jugar vuit partits de la temporada, igual que en la temporada següent. A més va arribar a disputar partits amb la selecció de futbol sub-23 del Vietnam.
Va morir el 18 d'abril de 2016 a Long An després de sofrir un accident de trànsit als 23 anys.

## Clubs
| Club                | País    | Any         | Partits | Gols |
| ------------------- | ------- | ----------- | ------- | ---- |
| Dong Tam Long An FC | Vietnam | 2013 - 2016 | 16      | 0    |